# Dāneh Kesh
Dāneh Kesh (persiska: Dānīkesh, دانه كش, دانیکش) är en ort i Iran.   Den ligger i provinsen Kurdistan, i den nordvästra delen av landet, 400 km väster om huvudstaden Teheran. Dāneh Kesh ligger 1 520 meter över havet och antalet invånare är 557.
Terrängen runt Dāneh Kesh är huvudsakligen kuperad, men västerut är den bergig.Runt Dāneh Kesh är det ganska tätbefolkat, med 60 invånare per kvadratkilometer. Närmaste större samhälle är Sarvābād, 19,0 km väster om Dāneh Kesh. Trakten runt Dāneh Kesh består i huvudsak av gräsmarker.